# Міжселенна територія Совєтського району
Міжселенна територія Совє́тського району (рос. Межселенная территория Советского района) — муніципальне утворення у складі Совєтського району Ханти-Мансійського автономного округу Тюменської області, Росія.
Згідно із законами територія напряму підпорядковується районній владі.
Населення міжселенної території становить 0 осіб (2017; 0 у 2010, 7 у 2002).
30 червня 2017 року було ліквідовано селище Нюріх.

## Склад
До складу сільського поселення входять:
| Населений пункт      | Населення, осіб (2002) | Населення, осіб (2010) | Населення, осіб (2017) |
| -------------------- | ---------------------- | ---------------------- | ---------------------- |
| Нюріх, селище        | 2                      | -                      | -                      |
| Тімкапауль, присілок | 5                      | 0                      | 0                      |